# Tauka
Tauka (ungarisch Tóka) ist ein Dorf und eine Katastralgemeinde in der Gemeinde Minihof-Liebau.
Das Dorf liegt auf österreichischer Seite am Dreiländereck von Österreich, Slowenien und Ungarn. Der Grenzübergang bei Tauka war durch die starken politischen Veränderungen im 20. Jahrhundert sehr unterschiedlich geregelt.

Ansichten von Tauka
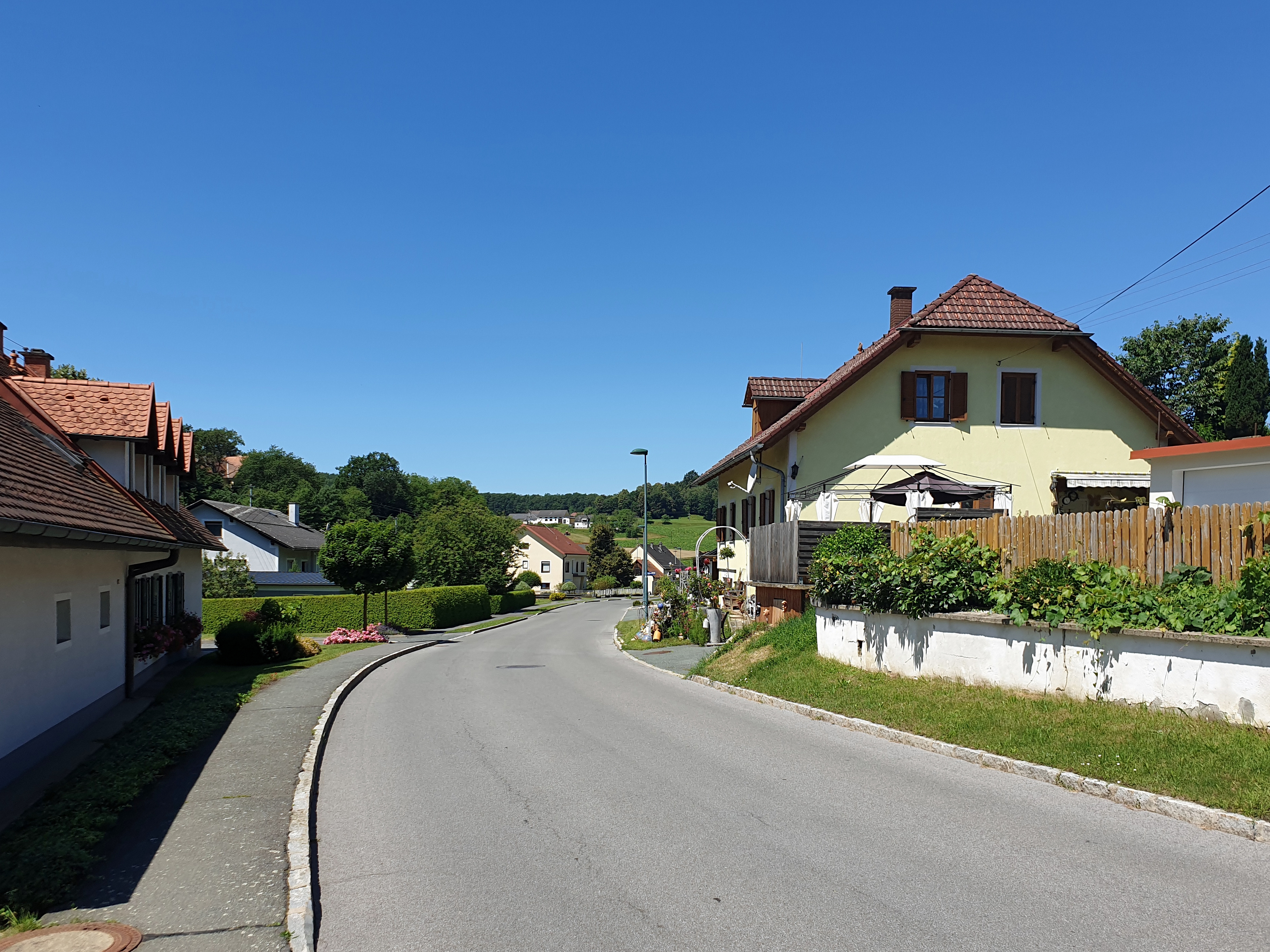
Dorfstraße
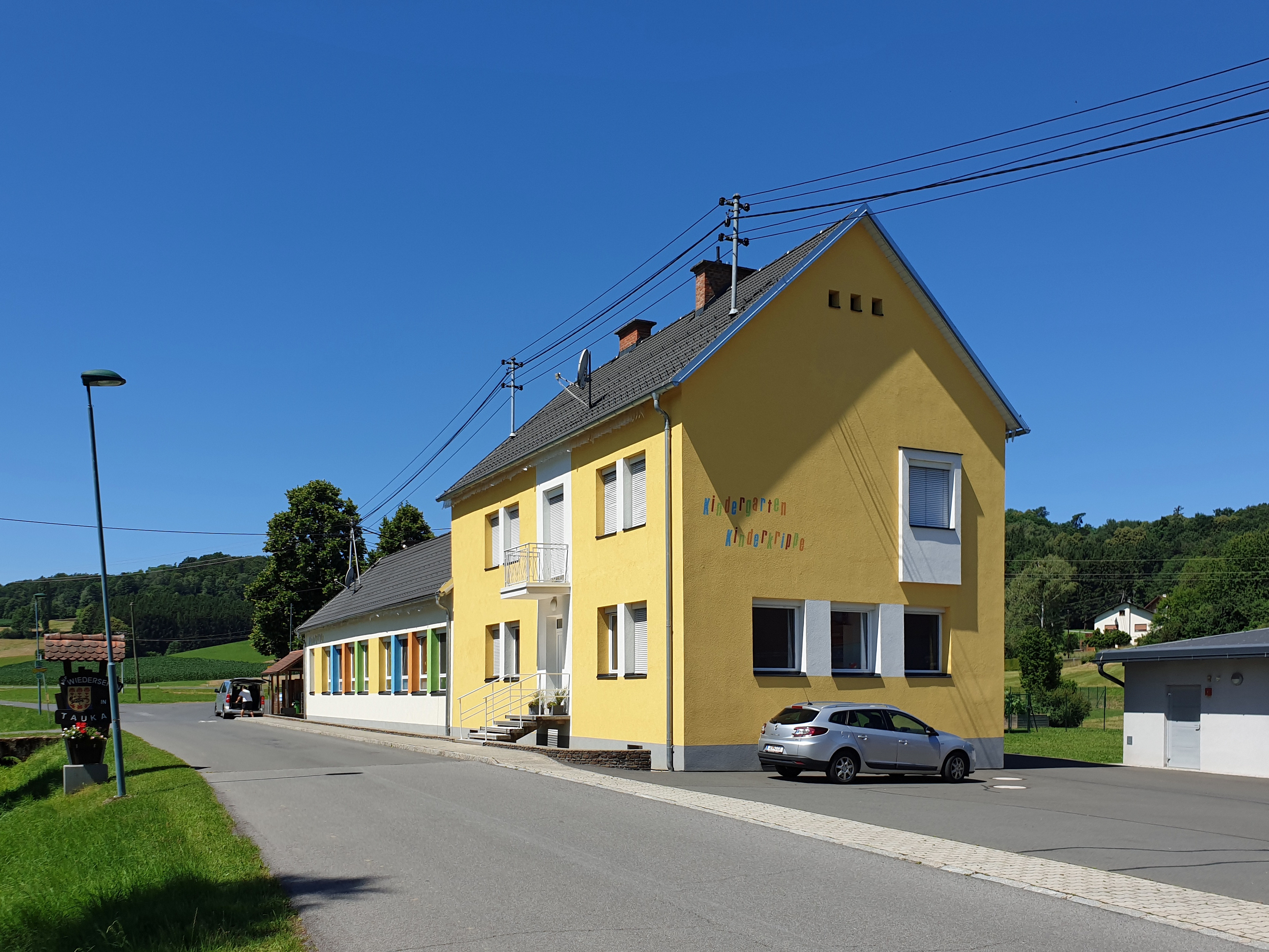
Kindergarten
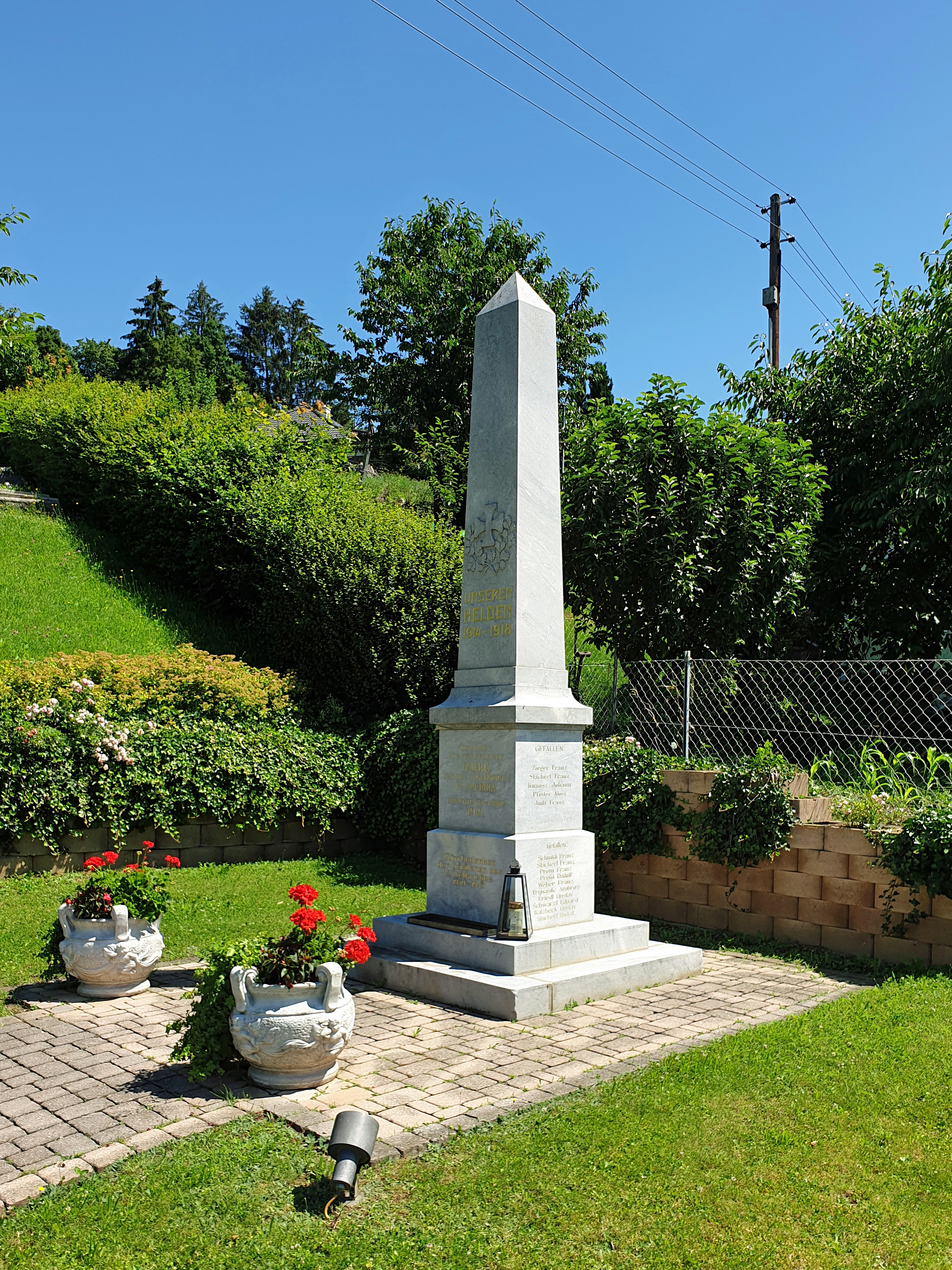
Kriegerdenkmal
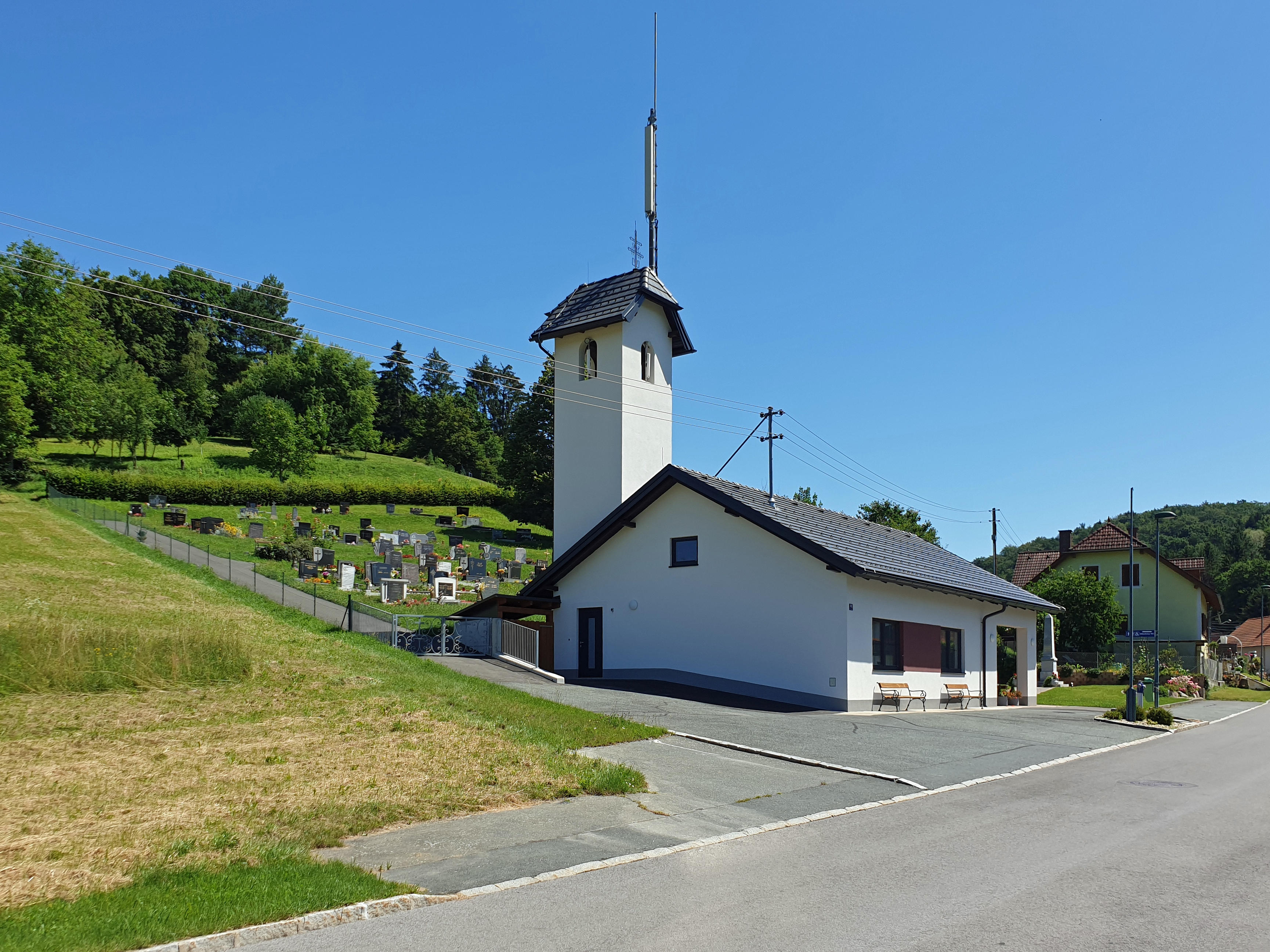
Friedhof

## Persönlichkeiten
- Verena Nusz (1949–1997), Malerin und Grafikerin